# Jean-Paul Fuchs
Pour les articles homonymes, voir Fuchs.
Jean-Paul Fuchs, né le 6 décembre 1925 à Colmar (Haut-Rhin) et mort le 12 mars 2018 dans la même ville, est un homme politique alsacien.

## Biographie

### Carrière
En 1957, Jean-Paul Fuchs entre au conseil municipal de Colmar, où il restera 44 ans. Adjoint à la culture, il est à l'origine de la création de nombreuses institutions culturelles de Colmar: la Maison des associations, de l’Atelier lyrique du Rhin (devenu la Comédie de l’Est), de l’Alep-université populaire, du festival international de musique... Il a également été de 1958 à 1962 le suppléant à l'assemblée nationale d'Étienne Lux, député MRP de 1956 à 1962.
Il a commence sa carrière professionnelle comme professeur d’histoire-géographie au lycée technique de Colmar. En 1969, il devient principal du collège Hector Berlioz de Colmar. En 1978, il quitte l'enseignement à la suite de son élection à la députation circonscription de Colmar-Ribeauvillé. Il prend également la présidence de la section départementale haut-rhinoise de l'UDF. À la suite du redécoupage électoral de 1986, il devient député de la circonscription Ribeauvillé-Rouffach, mais est battu lors des législatives de 1997. Cumulant les mandats, Jean-Paul Fuchs a également siégé de 1982 à 1994 au conseil général du Haut-Rhin et de 1978 à 1986 au conseil régional d'Alsace.

### Intérêts
Jean-Paul Fuchs est le cofondateur de l’Opéra du Rhin et présidait l'Association pour la Promotion de la Maîtrise de garçons de Colmar. Il a été également président du Salon du Livre, du Festival International de Colmar.
En 1989, Il a fondé et présidé le Parc Naturel Régional des Ballons des Vosges, puis a présidé la Fédération des Parcs naturels régionaux de France de 1989 à 2002, développant l'identité et la marque commune actuelle des parcs naturels régionaux. Concept qu'il exporta via des coopérations internationales (Brésil, Chili, Afrique ...).
De 2003 à avril 2017, Jean-Paul Fuchs présidait la société gérant le musée d’histoire naturelle de Colmar.

### Famille
Jean-Paul Fuchs est père de 6 enfants, dont Bruno Fuchs qui est élu député Modem de la sixième circonscription du Haut-Rhin en 2017.

## Mandats
- 1957 - 2001: conseiller municipal de Colmar
- 1982 - 1994 : conseiller général du canton de Colmar-Nord
- 1978 - 1986 : conseiller régional d'Alsace.
- du 19 mars 1978 au 22 mai 1981 : député de la première circonscription du Haut-Rhin - UDF
- du 14 juin 1981 au 1er avril 1986 : député de la première circonscription du Haut-Rhin - UDF
- du 16 mars 1986 au 14 mai 1988 : député de la circonscription du Haut-Rhin (élection à la proportionnelle) - UDF
- du 5 juin 1988 au 1er avril 1993 : député de la deuxième circonscription du Haut-Rhin - Union du Centre
- du 28 mars 1993 au 21 avril 1997 : député de la deuxième circonscription du Haut-Rhin - UDF